# 大淵村 (福岡県)
大淵村（おおぶちむら）は、福岡県八女郡にあった村。現在の八女市の一部。

## 地理
矢部川の上流域に位置していた。

## 歴史
- 1889年（明治22年）4月1日 - 町村制の施行により、上妻郡大淵村、北大淵村が合併して村制施行し、大淵村が発足[2][3]。
- 1896年（明治29年）4月1日 - 郡の統合により八女郡に所属[2][4]。
- 1957年（昭和32年）3月31日 - 八女郡黒木町に編入され廃止[2][3]。